# Noepoli
Noepoli (Noja fino al 1863) (Noèpol in dialetto locale) è un comune italiano di 725 abitanti della provincia di Potenza in Basilicata.

## Geografia fisica
Noepoli si trova a 676 m s.l.m. e confina con Cersosimo, Chiaromonte, San Costantino Albanese, San Giorgio Lucano, San Paolo Albanese, Senise, Valsinni, Colobraro. È sede della Comunità montana Val Sarmento e, insieme al comune di San Costantino Albanese, comprende il bosco Farneta, ricco di funghi e di castagne.

## Storia
Stando alle ricerche archeologiche effettuate sul territorio, le origini di Noepoli risalirebbero all'VIII–VII secolo a.C., quando si formò un abitato enotrio o lucano con annessa necropoli, i cui reperti sono oggi esposti al Museo archeologico nazionale della Siritide di Policoro.
La più antica traccia del centro, allora chiamato Noja, è un documento del 1133, dell'epoca in cui il feudo della cittadina apparteneva alla contea di Chiaromonte, di proprietà della famiglia Sanseverino.
Dopo essere stata infeudata anche da Roberto il Guiscardo, nel XV secolo Noja divenne un centro strategico all'interno della valle del Sarmento.
Nel 1404, come premio alla sua neutralità nella rivolta feudale contro la corona, la città entrò nel demanio regio e l'abitato venne fortificato con l'erezione di un castello.
Ma la particolare condizione giuridica che la sottraeva al regime feudale durò fino al 1553, quando Noja fu venduta alla famiglia Pignatelli. Durante la signoria vennero annessi a Noja i casali di San Costantino, Casalnuovo, Terranovella di Noja e San Giorgio.
Dopo l'abolizione del feudalesimo del 1806 e il regio assenso di Vittorio Emanuele II, nel 1863 Noja mutò nome in Noepoli («città nuova» in greco).
La comunità noiese ha pagato un triste tributo ai fenomeni emigratori che interessarono l'Italia all'inizio del XX secolo: noiesi erano alcune delle numerose vittime lucane del più grave incidente minerario che mai sia avvenuto negli Stati Uniti d'America, verificatosi il 6 dicembre 1907 a Monongah, nella Virginia Occidentale.

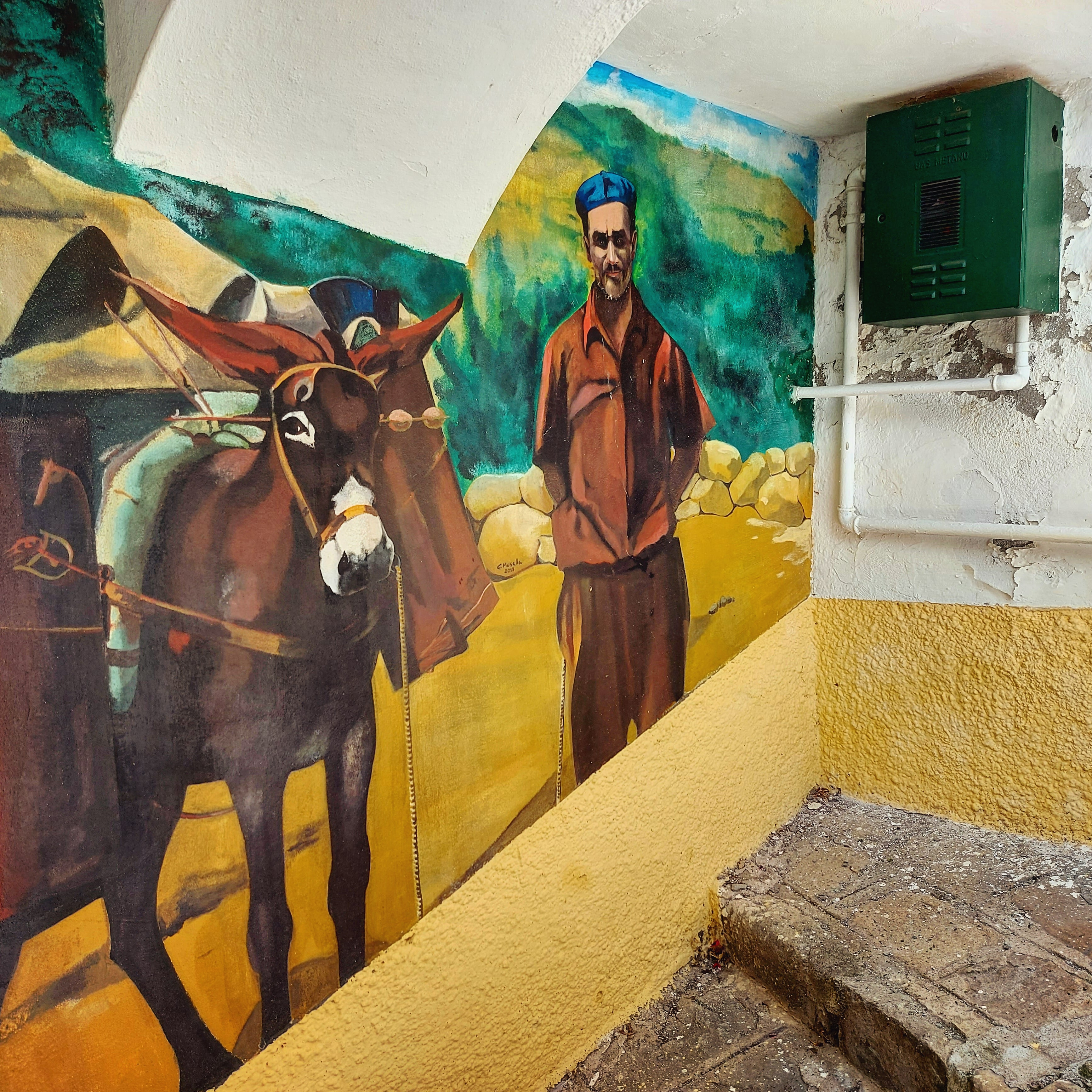
Noepoli (PZ)

### Simboli
Michele Lacava descrive lo stemma raffigurante una «torre merlata sormontata da croce; col motto Noe … fondo cielo». Il gonfalone è costituito da un drappo di azzurro.

## Monumenti e luoghi d'interesse

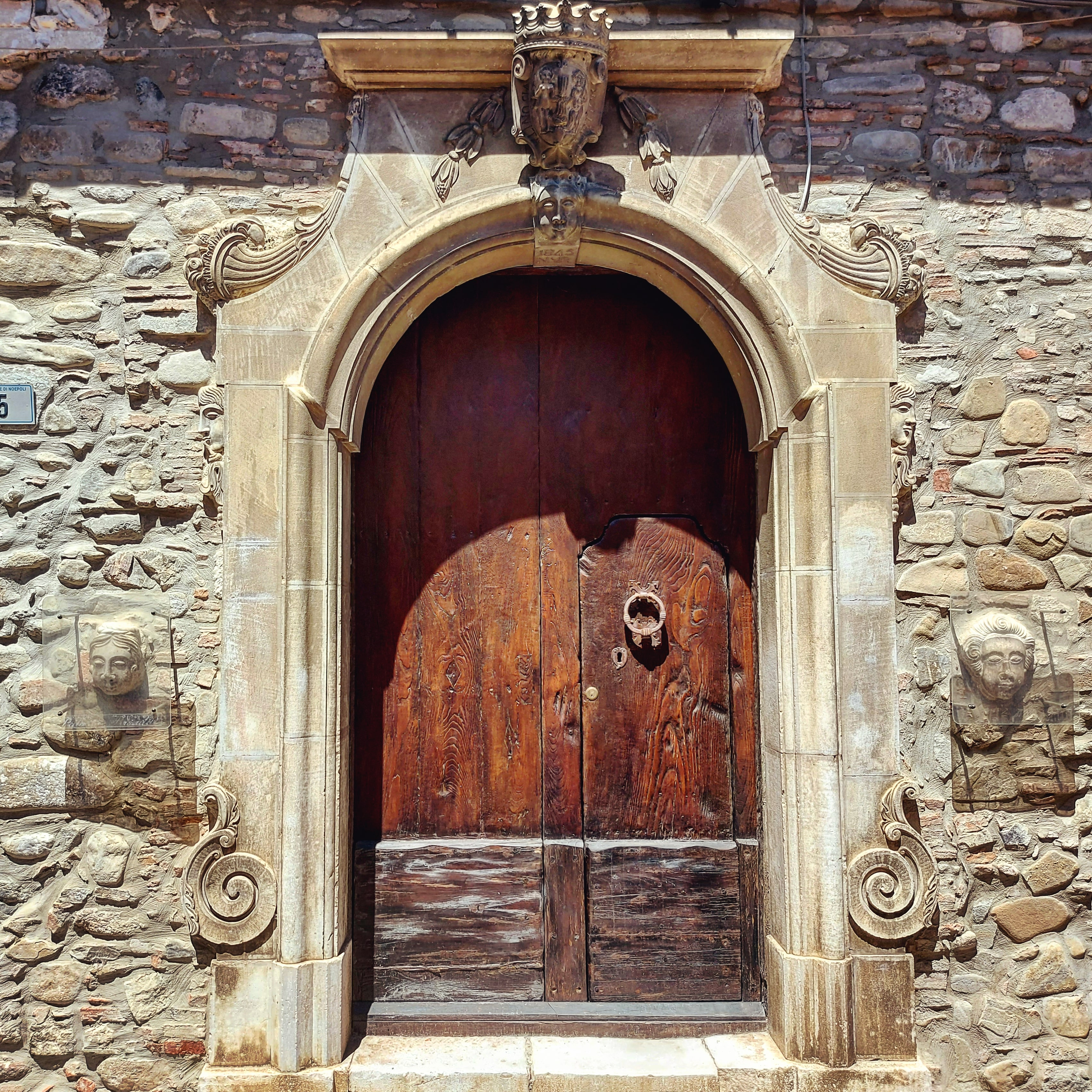
Noepoli, palazzo Rinaldi

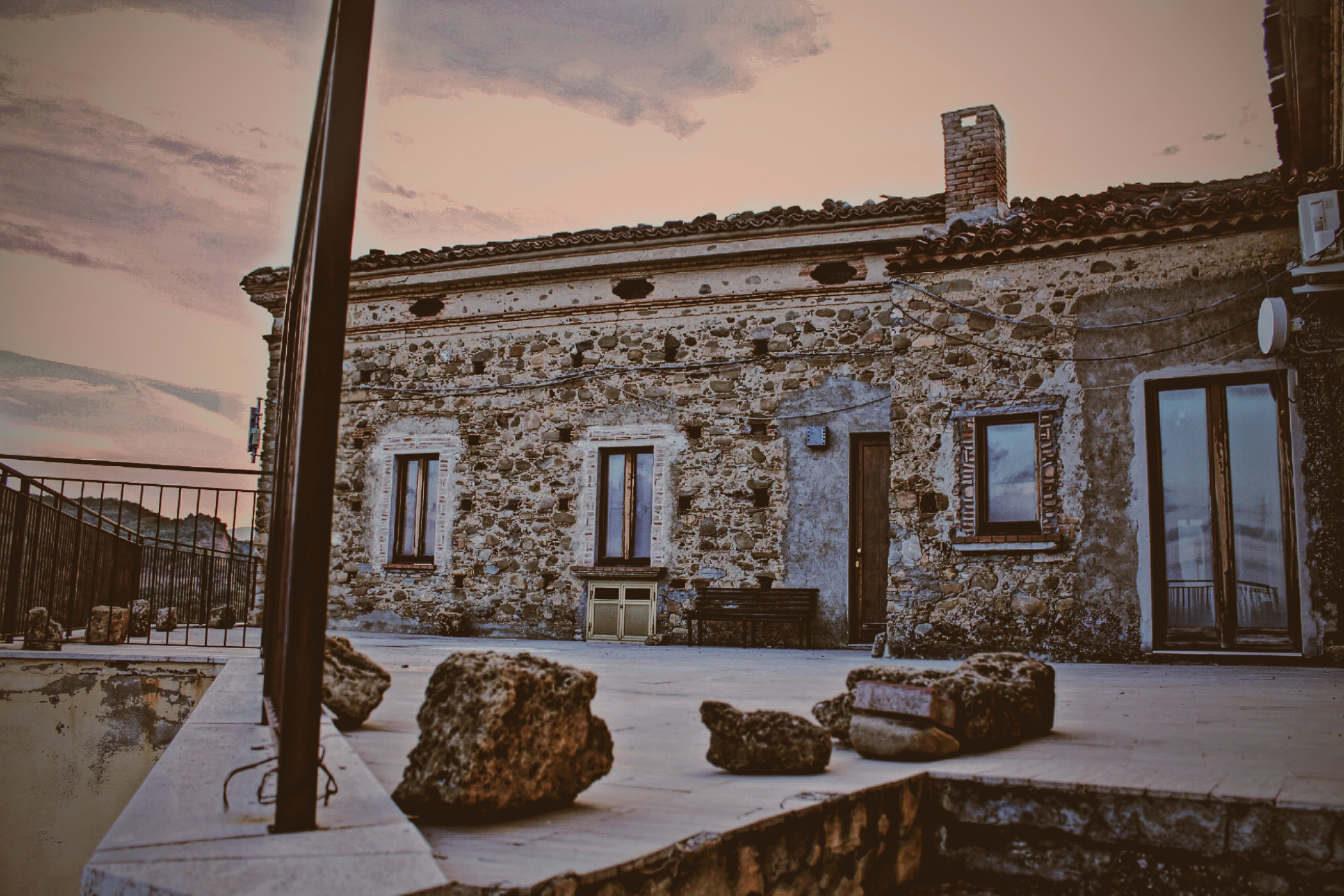
Castello e sede del Municipio

- Castello: costruito nel XV secolo, oggi è sede del municipio. Sul sito di una delle sue torri si apre piazza Marconi, chiamata dal popolo "la torretta". Il castello si fregia di un bel portale in pietra, con decorazioni del XVIII secolo.
- Chiesa della Visitazione della Beata Vergine Maria: rifatta nel XV secolo in stile romanico, è stata restaurata nel 1953. Le tre navate interne sono separate da colonne di stile dorico. Il campanile ha un ripiano quadrato, poi una cupola ottagonale ed un'altra piramidale che ospita tre campane. Il pinnacolo è un punto di riferimento trigonometrico per i carabinieri.[5] All'interno si ammirano le statue lignee della Madonna Immacolata del XVIII secolo, San Domenico e San Francesco d'Assisi del XVII. In una nicchia giace un affresco della Madonna con Bambino del XVI-XVII secolo. Notevole è il fonte battesimale del XV secolo.
- Chiesa di Maria SS. del Rosario: sita nel Casale, risale al XVI secolo. All'interno una statua della Madonna del Rosario del XVII secolo e un crocifisso ligneo del secolo precedente.
- Palazzo Rinaldi: casa natia di Antonio Rinaldi, ha un portale del 1845. Sul frontone della porta troneggia ancora lo stemma gentilizio: i due uomini raffigurati reggono uno una bilancia e l'altro una spada, essi simboleggiano la giustizia.[5]
- Palazzo del Piacere: era il luogo dove i Pignatelli esercitavano lo ius primae noctis. Risale al XV secolo e ha un portale in pietra.
- Iacuvill: una pietra tombale del XV secolo raffigurante un pellegrino dormiente su un cuscino. Sul dorso destro sono scolpite alcune parole in latino che,originariamente, dovevano fare parte di un epitaffio, ma che oggi il tempo e gli agenti atmosferici hanno cancellato gran parte della dicitura, rendendo la scritta indecifrabile dalle poche parole rimaste possiamo intuire che «un certo Giacomo Ionata dedicò questo sarcofago in pietra al pio Giacomo Fortunato, compianto da tutti i cittadini Noiani per la sua bontà e generosità». Risulta catalogato alla Soprintendenza alle Gallerie di Matera come «pietra tombale del XV secolo già appartenuta al sarcofago di Iacopo Fortunato».

## Società

### Evoluzione demografica
Abitanti censiti

## Geografia antropica
Il nucleo di Noepoli si divide in due parti: la città vecchia, intorno al castello (Torretta e Terra) e il borgo detto Casale.
Il primo, posto in alto di un colle, fortificato con due porte di accesso, ha un impianto urbano disegno lineare e presenta abitazioni di architettura massiccia. Caratteristica della abitazioni è il forno familiare che talvolta fuoriesce dalle pareti esterne. La fitta viabilità si apre in un lungo corso centrale e in una strada perimetrale.
Il secondo, ai piedi del colle, ha abitazioni più piccole e prive di ornamenti.

## Amministrazione
A partire dalla nascita della Repubblica italiana, il Comune di Noepoli ha visto avvicendarsi i seguenti sindaci:
- Giuseppe Covelli (1946-1956)
- Vincenzo Carlomagno (1956-1960)
- Federico Della Libera (1960-1964)
- Salvatore Cirigliano (1964-1980)
- Federico Della Libera (1980-1990)
- Rosario Iannotta (1990-1995)
- Salvatore Santo (1995-1999)
- Antonio Rinaldi (1999-2009)
- Domenico Esposito (2009-2019)
- Francesco Antonio Calabrese (2019-2024)
- Giuseppe Pasquale Valicenti (2024- in carica)